# 34611 Nacogdoches
34611 Nacogdoches este un asteroid din centura principală de asteroizi.

## Descriere
34611 Nacogdoches este un asteroid din centura principală de asteroizi. A fost descoperit pe 25 octombrie 2000 la Nacogdoches de W. D. Bruton și R. M. Williams. Asteroidul prezintă o orbită caracterizată de o semiaxă mare de 3,18 ua, o excentricitate de 0,11 și o înclinație de 1,9° în raport cu ecliptica.